# Муниципалитеты штата Рондония
Штат Рондония в Бразилии включает 52 муниципалитета.
Муниципалитеты Рондонии являются официальными подразделениями бразильского штата Рондония, расположенного в Северном регионе страны. По данным Бразильского института географии и статистики (IBGE), штат разделен на 52 муниципалитета, при этом столица, Порту-Велью, является крупнейшим муниципалитетом как по площади, с более чем 34 000 квадратных километров (км²), так и по населению. С площадью 237 765,24 км², тринадцатая по величине федеративная единица в стране, Рондония является третьей по численности населения федеративной единицей в Северном регионе, с примерно 1,8 миллиона жителей, после Пара и Амазонас. Расположенная на границе Бразилии с Боливией, на юге и западе, она граничит со штатами Мату-Гросу (на востоке), Амазонас (на севере) и Акри (на крайнем западе).

## Муниципалитеты
- Алта-Флореста-д’Уэсти
- Алворада-д’Уэсти
- Алту-Алегри-дус-Паресис
- Алту-Параизу
- Арикемис
- Буритис
- Кабиши
- Какауландия
- Какуал
- Кампу-Нову-ди-Рондония
- Кандеяс-ду-Жамари
- Кастаньейрас
- Сережейрас
- Шупингуая
- Колораду-ду-Уэсти
- Корумбиара
- Коста-Маркис
- Кужубин
- Эспиган-д’Уэсти
- Говернадор-Жоржи-Тейшейра
- Гуажара-Мирин
- Итапуан-ду-Уэсти
- Жару
- Жи-Парана
- Машадинью-д’Уэсти
- Министру-Андреаза
- Миранти-да-Серра
- Монти-Негру
- Нова-Бразиландия-д’Уэсти
- Нова-Маморе
- Нова-Униан
- Нову-Оризонти-ду-Уэсти
- Ору-Прету-ду-Уэсти
- Паресис
- Пимента-Буэну
- Пиментейрас-ду-Уэсти
- Порту-Велью — столица штата Рондония
- Президенти-Медиси
- Примавера-ди-Рондония
- Риу-Креспу
- Ролин-ди-Мора
- Санта-Лузия-д’Уэсти
- Сан-Фелипи-д’Уэсти
- Сан-Франсиску-ду-Гуапоре
- Сан-Мигел-ду-Гуапоре
- Серингейрас
- Тейшейрополис
- Тиоброма
- Урупа
- Вали-ду-Анари
- Вали-ду-Параизу
- Вильена